# Глосса

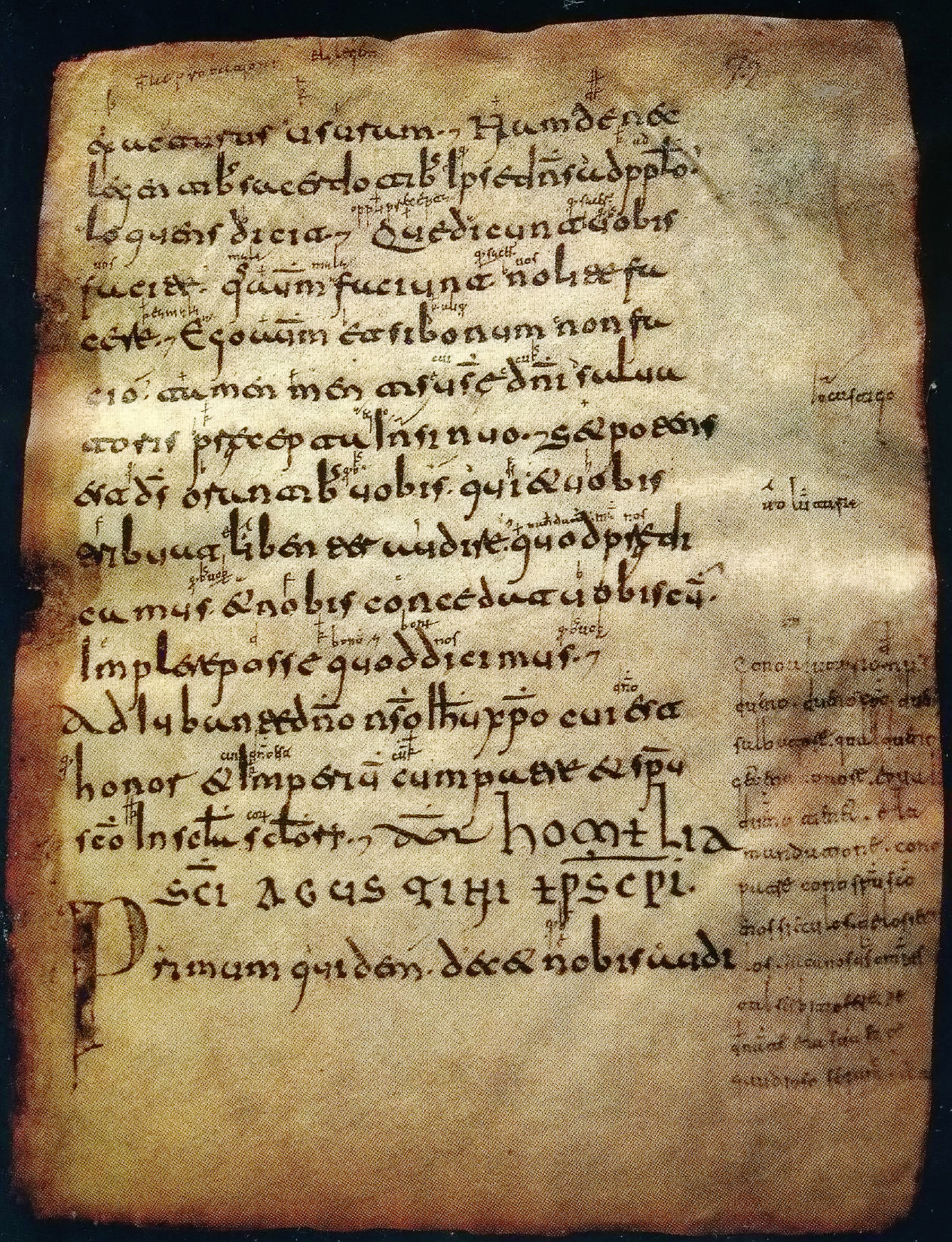
Glosas Emilianenses — глоссы, добавленные к этому кодексу на латинском языке, которые в настоящее время считаются первыми фразами, написанными на кастильском языке

Гло́сса (др.-греч. γλῶσσα «язык; речь») — иноязычное или непонятное слово в тексте книги с толкованием, помещённым либо над самим словом, либо под ним (интерлинеарная глосса), либо рядом на полях (маргинальная глосса).

## История
Вначале глоссой называли само непонятное слово или выражение. Впервые глоссы стали применять греки при изучении поэзии Гомера, затем — при толковании непонятных мест Библии, а также текстов юридического характера. Начиная с VI—VIII веков встречаются уже латинские глоссы, впоследствии вместе с латинскими применялись германские, романские и кельтские толкования. Зачастую такие глоссы являются самыми древними письменными памятниками указанных языков. Глоссы объединялись в словари-глоссарии, известные на Руси как азбуковники.
В раннем Средневековье «юристы» (глоссаторы; светские люди, не священнослужители) начали изучать, по большому счёту, утраченные римские законы (по сути, право): на тот момент не применявшиеся (если не считать их косвенное, благодаря обычаям, применение). Впоследствии, также благодаря становлению королевской, центральной (не феодальной, региональной, разрозненной) власти и урегулированию в римских законах многих денежных вопросов, уже найденные римские законы, в том числе о праве собственности, договорах купли-продажи, аренды, поручения (в том числе договор с адвокатом) и прочих, суде, государственном управлении (и иных, кроме суда, государственных органах), и использовавшийся в римских законах формальный, дотошный стиль стали основой современного правопорядка в Европе, Северной Америке, их колониях. Кроме этого, эти юристы положили начало самой юридической профессии, которая скорее возникнет при наличии множества законов, и юристам-учёным.
Известны двойные и даже тройные глоссы.
От слова «глосса» произошло слово глоссарий — собрание глосс.
Глоссо́графы — собиратели и толкователи глосс.
Глоссома́ния — страсть к изучению малоизвестных языков.